# Megachile compacta
Megachile compacta là một loài Hymenoptera trong họ Megachilidae. Loài này được Smith mô tả khoa học năm 1879.